# Ну Пінтча (Мостейруш)
Ну Пінтча Футебул Клубе душ Мостейруш або просто Ну Пінтча (порт. No Pintcha Futebol Clube dos Mosteiros) — професіональний кабо-вердський футбольний клуб з острова Фогу. Крім футбольної, в клубі функціонує ще й легкоатлетична секція.

## Статистика виступів у чемпіонатах
| Сезон   | Див | Міс | О  | Іг. | В | Н | П  | ЗМ | ПМ | РМ. |
| 2013-14 | 2   | 4   | 32 | 18  | 9 | 5 | 4  | 25 | 18 | +7  |
| 2014-15 | 2   | 7   | 11 | 18  | 3 | 2 | 13 | 26 | 65 | -39 |